# 丰塔纳广场爆炸案
丰塔納廣場爆炸案是一起於1969年12月12日發生的恐襲事件，這起事件由極右翼恐怖分子策劃並實施。兇手在米蘭丰塔納廣場的義大利國家農業銀行總部放置了一枚炸彈，事件最終造成17人死亡，88人受傷。在當日下午，另有兩枚炸彈在羅馬被發現，其中一枚在另一間銀行被引爆，另一枚在未引爆狀態下於無名烈士墓被找到。這次事件是由新法西斯組織新秩序（ordine nuovo）與其他未查明之合作者所實施的。

## 經過
1969年12月12日下午4時37分，一枚含有7公斤TNT的炸彈在義大利農業銀行總部內爆炸，造成13人當場死亡（3人搶救無效死亡，另1人於1年後因爆炸事件產生之健康問題逝世），88人受傷。警方後又在位於斯卡拉廣場（Piazza della Scala）的義大利商業銀行米蘭總部發現第二枚未爆彈，這枚炸彈於發現當晚被拆彈小組引爆。
下午4時55分，另一枚炸彈在連接國家勞動銀行威尼托大街入口與圣巴西利奥大街入口的地下通道爆炸。5時20分至5時30分，羅馬市祖國祭壇與威尼斯廣場相繼發生兩次爆炸，這兩次爆炸導致16人受傷。

## 警方反應

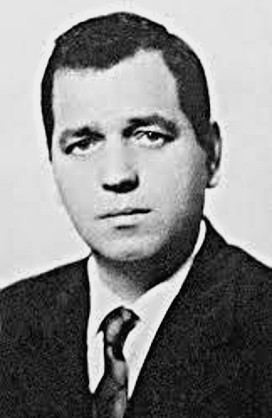
受害者朱塞佩·皮内利（Giuseppe Pinelli）

丰塔納廣場爆炸案發生後，警方將事件歸咎於義大利的無政府主義者，他們隨即抓捕了約80名左翼人士以進行調查，其中包括最初被指控参与爆炸事件的无政府主义者、鐵路工人朱塞佩·皮内利（Giuseppe Pinelli）和彼得罗·瓦尔普雷达（Pietro Valpreda）。
朱塞佩·皮内利在被警方逮捕後隨即被帶回審訊，12月15日，朱塞佩·皮内利經過長達三日的審訊後，在警局四樓墜樓身亡。檢方起初宣稱其因身體不適，無力支撐身體健康從而自窗口跌下。
負責審訊朱塞佩·皮内利的三名警察與專員路易吉·卡拉布雷西（Luigi Calabresi）經調查後被判定無罪（因其墜樓時該專員並不在場），檢察官表示其墜樓身亡的原因是，因連續三日持續審訊導致其過於疲倦，最終因暈厥不慎從窗口跌下死亡。雖然調查專員擁有不在場證明且被判定為無罪，但極左翼組織Lotta Continua仍認為他對皮內利的死負有責任，最終卡拉布雷西於1972年被左翼武裝分子謀殺。
彼得罗·瓦尔普雷达被出租車司機科内利奥·罗兰迪 (Cornelio Rolandi) 指控，稱其於案發當日（12月12日）攜帶一個大型手提箱在凯萨雷贝卡里亚广场乘坐出租车且目的地為丰塔納廣場。最終因提供之不在場證明不足，彼得罗·瓦尔普雷达被判處3年預防性拘留。1987年，法院因證據不足，宣告其無罪。

## 最終判決
案發後警方亦有對極右翼法西斯組織「新秩序」進行調查，1972年3月3日，該組織之創始人皮诺·劳蒂（Pino Rauti）、乔瓦尼·文图拉（Giovanni Ventura）和佛朗哥·弗雷达被捕，他們被指控策划了1969年4月25日針對米兰贸易博览会和火车站的恐怖袭击、使用炸彈襲擊列車，策劃並實施了丰塔纳廣場爆炸案等罪行。
1987年，法院裁決因證據不足，雖然可以證明三人均與丰塔納廣場爆炸案有關，但無法確定具體是誰策劃並實施了這次案件，乔瓦尼·文图拉和弗朗哥·弗雷达均因在米蘭放置炸彈而被判處16年有期徒刑。
此次事件最終被認為系極右翼團體新秩序策劃並發起的一次恐怖襲擊事件，企圖將這次襲擊歸咎於義大利時興的左翼思潮並以此引發民眾恐慌，避免「國家落入共產主義手中」，同時藉此機會抹黑左翼勢力。

## 引用来源
1. ↑   . 2015-11-20. （原始内容存档于2015-11-21）.
2. ↑  . Corriere della Sera. 1969-12-13 （意大利语）.
3. 1 2 3  zavoli. . italy. 1994: 109.
4. ↑   (PDF). 2000-07-05  [2023-11-17]. 原始内容存档于2014-05-03 （意大利语）.
5. ↑  "STRAGE DI PIAZZA FONTANA AZZERATI 17 ANNI DI INDAGINI" （页面存档备份，存于）, la Repubblica, 28 January 1987 （義大利語）.
6. ↑  Storia, Rai. .   [2023-11-17]. （原始内容存档于2017-12-14） （意大利语）.
7. ↑  "Né omicidio né suicidio: Pinelli cadde perché colto da malore" （页面存档备份，存于）, La Stampa, 29 October 1975 （義大利語）
8. ↑  Semprini, Gianluca. . : 240–241.
9. ↑  Cento, Bull Anna. .
10. ↑  Sera, Stampa. .
11. ↑  La Repubblica, 11 February 1998 "Strage di Piazza Fontana spunta un agente USA" （页面存档备份，存于）
12. ↑  Washington Post, 14 November 1990, "CIA Organized Secret Army in Western Europe" （页面存档备份，存于）